# Hydrogensiřičitan vápenatý
Hydrogensiřičitan vápenatý je anorganická sloučenina, vápenatá hydrogensůl kyseliny siřičité. Lze jej získat reakcí uhličitanu vápenatého s nadbytkem H2SO3. Jedná se o slabé redukční činidlo, podobně jako oxid siřičitý a siřičitany. Používá se jako konzervant v potravinách, jeho E kód je E 227. Jeho vodné roztoky jsou slabě kyselé.